# Madrider Bilderhandschrift des Skylitzes

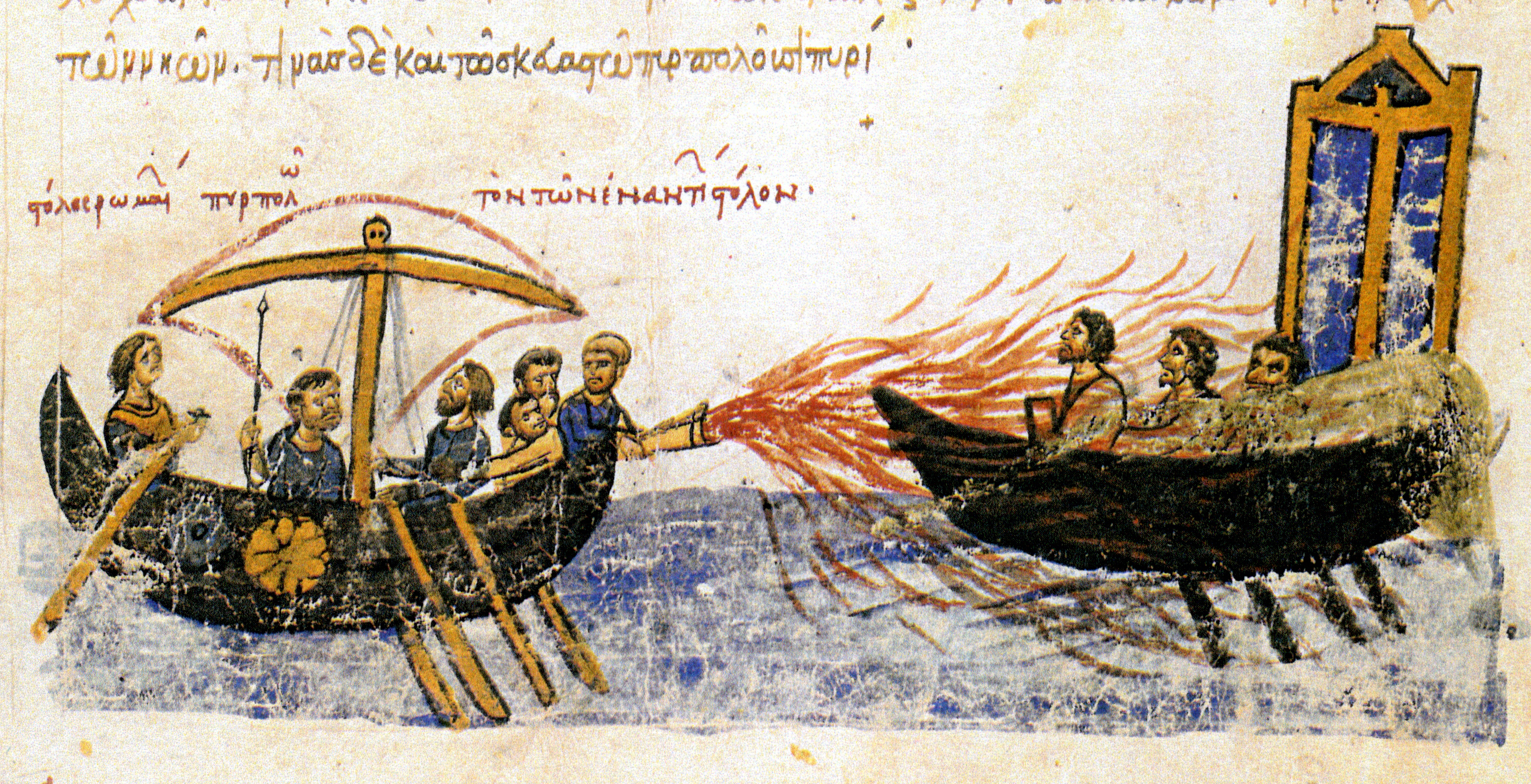
Die einzige bekannte zeitgenössische Darstellung des Griechischen Feuers im Skylitzes Matritensis zeigt den Sieg der byzantinischen Flotte über die Schiffe des Usurpators Thomas zur Zeit Kaiser Michaels II.

Die Madrider Bilderhandschrift des Skylitzes (meist Skylitzes Matritensis, auch Codex Græcus Matritensis Ioannis Skylitzes oder Madrid Skylitzes genannt) ist ein Werk der byzantinischen Buchmalerei. Sie enthält die Kaisergeschichte des Johannes Skylitzes mit dem Titel Synopsis Historion (griechisch Σύνοψις Ιστοριών) und ist mit 574 Miniaturen illustriert. Sie befindet sich in der Spanischen Nationalbibliothek in Madrid (Signatur Codex Vitr. 26-2). Die Madrider Handschrift des Skylitzes ist die einzige erhaltene illustrierte griechische Chronik aus mittelbyzantinischer Zeit.
Die Synopsis Historion, die von dem byzantinischen Historiker Johannes Skylitzes in den 70er Jahren des 11. Jahrhunderts geschrieben wurde, befasst sich mit der Geschichte der byzantinischen Kaiser zwischen dem Tod des Kaisers Nikephoros I. im Jahr 811 und der Absetzung des Kaisers Michael VI. 1057 und schließt an die Chronik des Theophanes an.
Eine illustrierte Kopie der Synopsis wurde zwischen 1150 und 1175 im Umkreis des normannischen Königshofes in Palermo angefertigt. Vorlage war eine Handschrift aus dem kaiserlichen Skriptorium in Konstantinopel, einer der beiden Schreiber des Textes war wahrscheinlich ein Mitarbeiter der normannischen Königskanzlei. Der einspaltige Text wird von einer bis drei Miniaturen unterbrochen, die in der Regel die Textstelle unmittelbar vor oder nach der Miniatur illustrieren und mehr oder minder umfangreiche Bildlegenden aufweisen. Das gemeinsame Auftreten von byzantinischen, westlichen und arabischen Elementen in den Miniaturen verleiht der Handschrift eine besondere kulturelle Bedeutung.

## Bilder

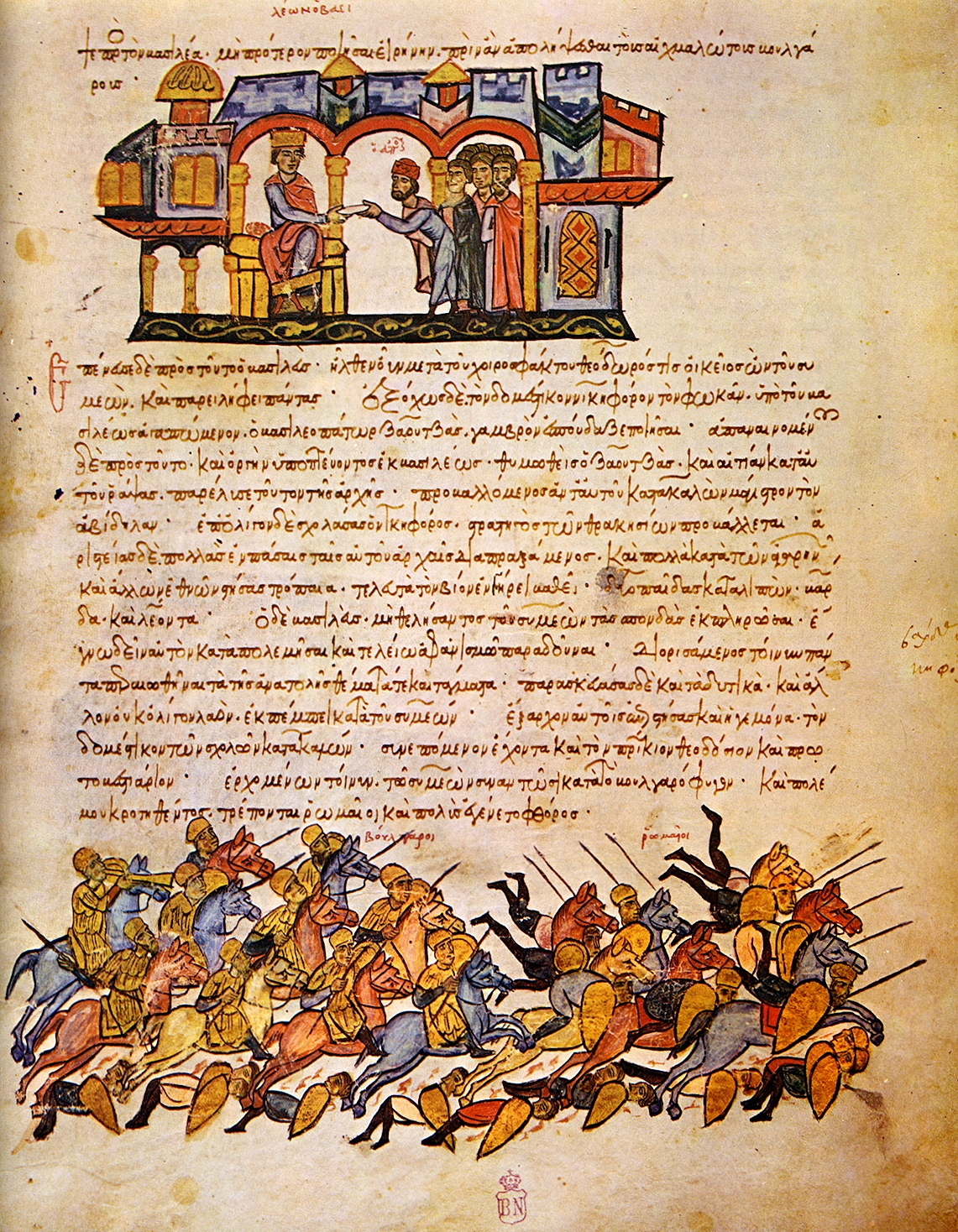
Leon VI. mit einer bulgarischen Delegation; die Schlacht von Bulgarophygon.
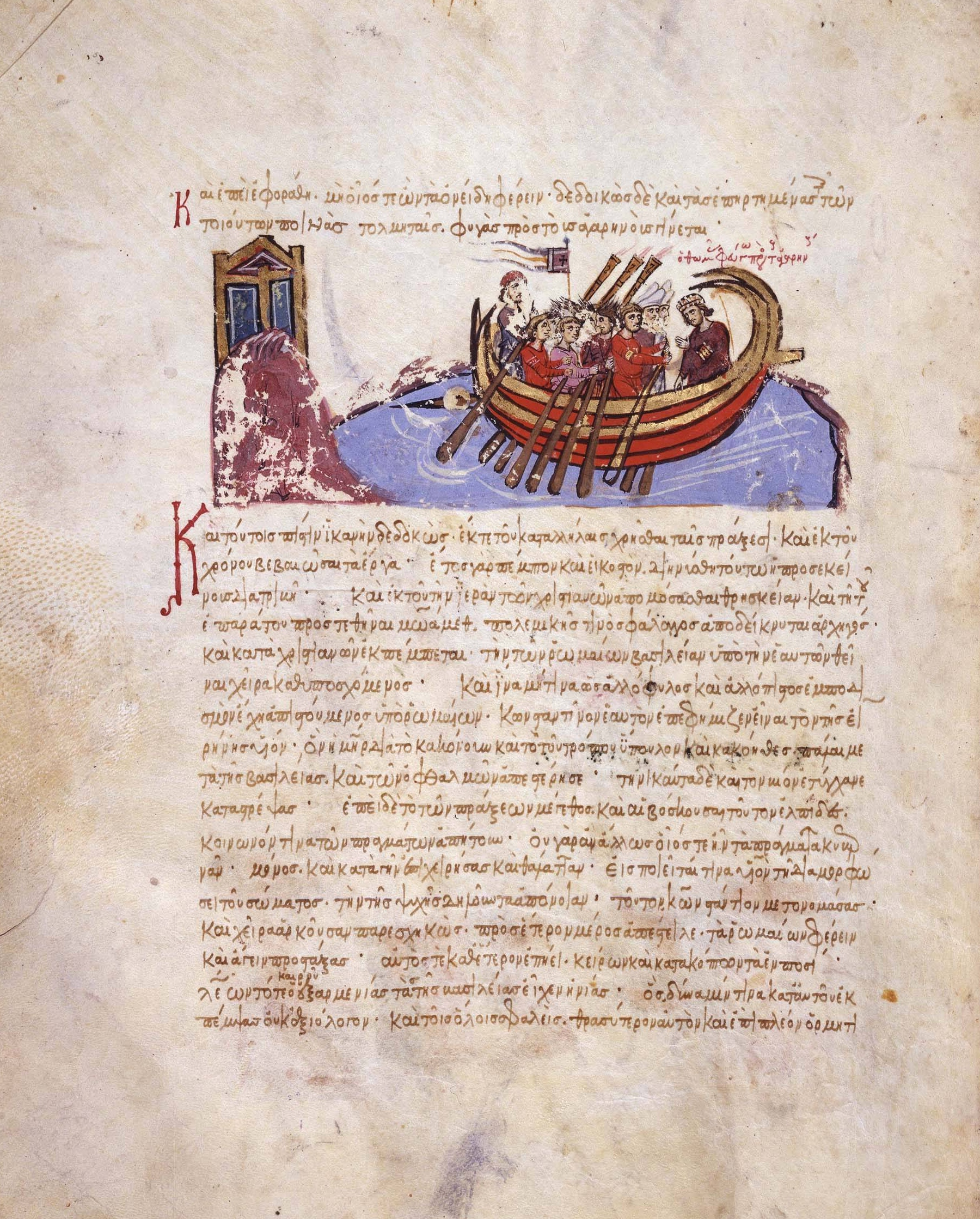
Thomas der Slawe sucht Zuflucht bei den Arabern.
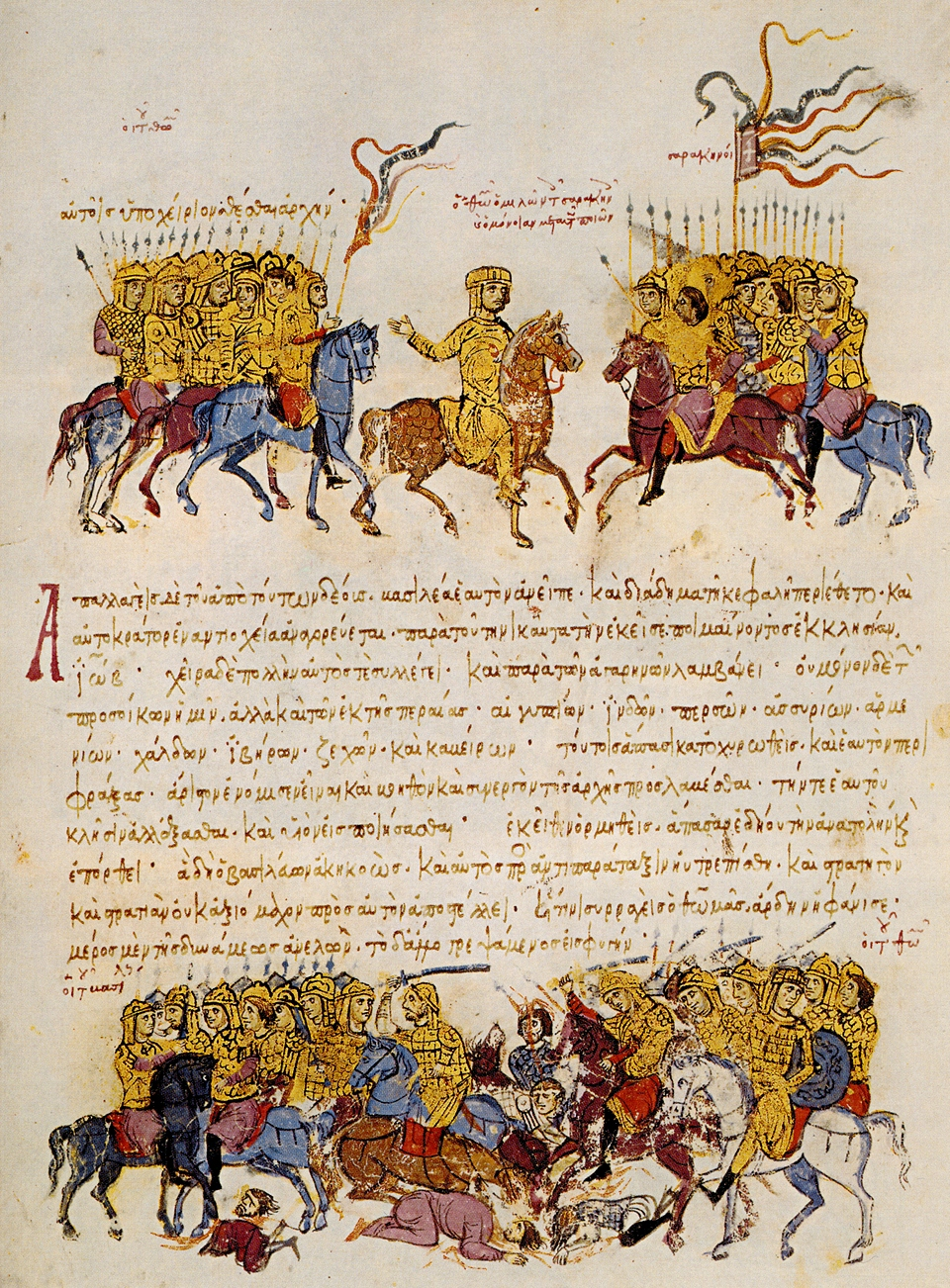
Thomas der Slawe verhandelt mit den Sarazenen; die Truppen von Thomas besiegen das Kaiserheer.
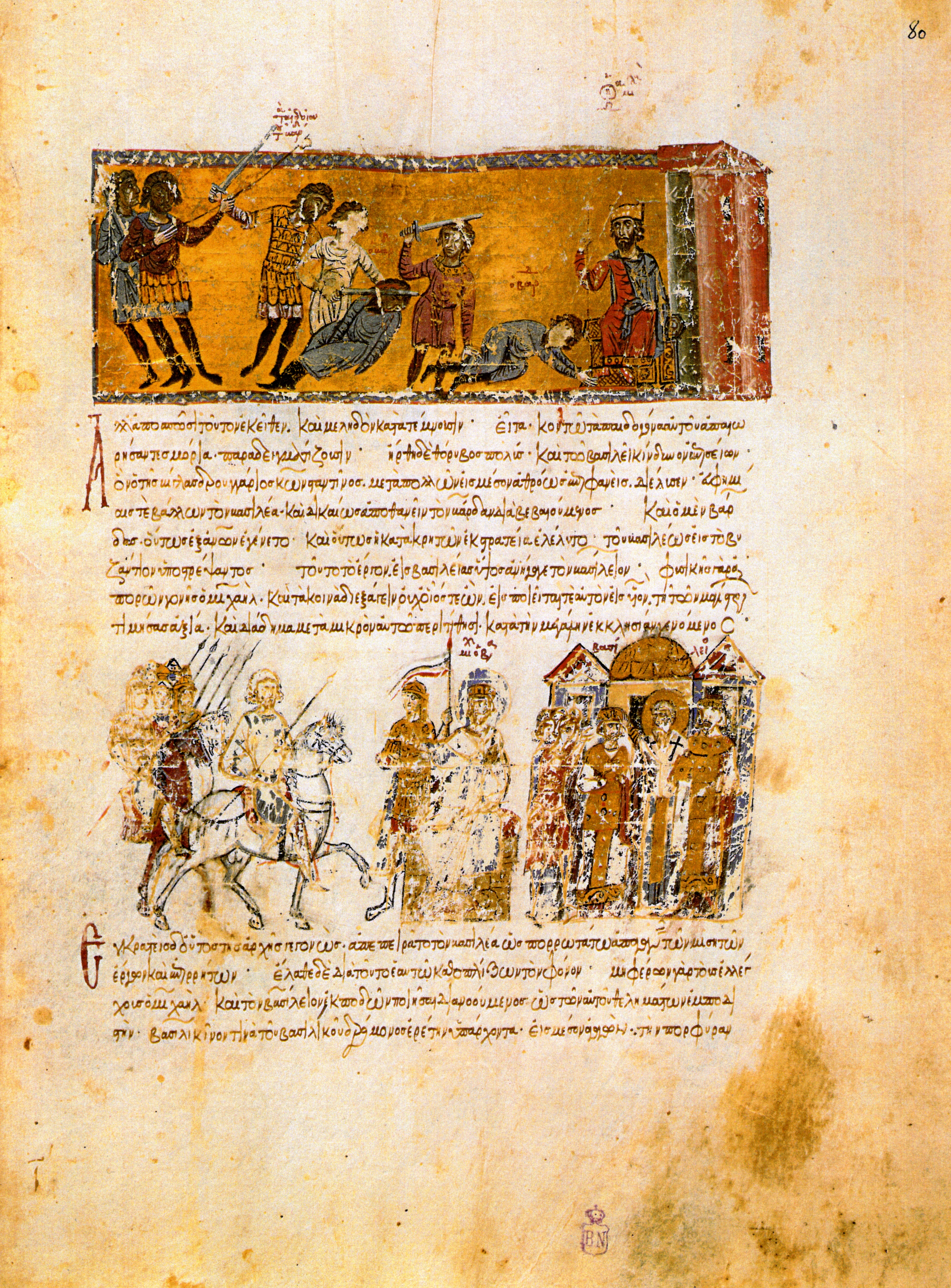
Der Mord an Bardas vor den Füßen Michaels III. im Jahre 865–866; Rückkehr der Armee und Krönung von Basileios I. zum Vizekaiser.